# Bessey-lès-Cîteaux
Bessey-lès-Cîteaux – miejscowość i gmina we Francji, w regionie Burgundia-Franche-Comté, w departamencie Côte-d’Or.
Według danych na rok 1990 gminę zamieszkiwało 509 osób, a gęstość zaludnienia wynosiła 49 osób/km² (wśród 2044 gmin Burgundii Bessey-lès-Cîteaux plasuje się na 451. miejscu pod względem liczby ludności, natomiast pod względem powierzchni na miejscu 907.).